# Большая Сульча
Большая Сульча — река в Татарстане, правый приток реки Большой Черемшан.

## География
Длина реки — 117,2 км, площадь бассейна — 1900 км². Берёт начало в 0,8 км восточнее с. Амирово Черемшанского района Татарстана, устье в 5 км западнее от с. Салдакаево Нурлатского района. Протекает по сравнительно спокойной, невысокой равнине (высота 125—150 м). Русло реки извилистое не разветвлённое шириной 5—8 м, глубина до 1,5 м. В реку впадает 31 приток.

## Гидрология
Река маловодная. Питание смешанное, преимущественно снеговое (до 90 %). Распределение стока внутри года неравномерное. Годовой слой стока в бассейне достигает 97—125 мм, 89 мм из которых приходится на весеннее половодье. Модули подземного питания от 0,11 до 1,0 л/с км². Межень устойчивая, низкая (0,53 м³/с в устье и 0,049 м³/с в истоках). Вода гидрокарбонатно-сульфатно-кальциевая, жёсткость колеблется от 6,0—12,0 мг-экв/л весной, до 20,0—40,0 мг-экв/л в межень. Минерализация от 100—300 мг/л весной, до 500—700 мг/л в межень.

## Хозяйственное использование
- Река имеет большое хозяйственное значение для данного региона, используется предприятиями сельского хозяйства.
- Постановлением Совета Министров Татарской Автономной Советской Социалистической Республики от 10 января 1978 г. № 25 и постановлением Кабинета Министров Республики Татарстан от 29 декабря 2005 г. № 644 признана памятником природы регионального значения.